# 기사 문학
기사문학(騎士文學)은 중세 봉건사회의 기사(騎士)의 생활을 취급한 문학. 그 작자는 일반적으로 기사이지만, 왕후(王侯)·교직자(敎職者)나 시민 등도 있다. 프랑스에서 생겨나서 독일 등 전유럽에 퍼졌다. 프랑스에서는 11∼12세기에 발달되었으며, 13세기에는 쇠퇴하였다. 그 쇠퇴의 원인은 도시의 발달과 시민정신의 대두 때문이었다. 프랑스의 기사문학은 남방에서는 서정시, 북방에서는 서사시로 나타났다. 전자는 11세기부터 나타나 12세기에 성행하게 되었다. 그 작자를 트루바두르(음유시인)라고 부르며, 기사의 연애가 중심 테마이다. 후자는 같은 무렵 먼저 무훈시(武勳詩)로서 나타났다. 그것은 봉건사회의 무사의 싸움, 국왕과 신하 사이의 충성·반역 등 살벌한 면을 읊었다. 그런데 12세기부터 같은 북방에서 싸움의 세계보다 사랑의 세계를 취급한 서사시가 나타났다. 그러나 13세기에는 이 사랑은 크리스트교적이 되어 사랑을 위한 기사의 모험이 신앙을 위한 모험으로 변화되었다. 그러다가 시민정신의 대두로 몰락되었다. 귀족을 멸시하고 여성의 공유(共有)를 읊은 「장미 이야기」 제2부는 기사의 쇠퇴를 나타낸 것이다. 한편 독일의 기사문학은 프랑스의 영향을 받아 12세기에 발전되었다. 그 특색도 같으나, 독일의 기사는 대부분이 부자유 신분이었다. 「니벨룽의 노래(니벨룽겐)」는 독일의 독자적인 서사시이다.

## 같이 보기
- 아일랜드 신화
- 영웅 판타지
- 아홉 위인
- 라파엘 전파
- 낭만주의
- 검마 판타지
- 트루바두르